# Grand schisme d'Occident
Vous lisez un « bon article » labellisé en 2008.
Pour les articles homonymes, voir Grand Schisme.

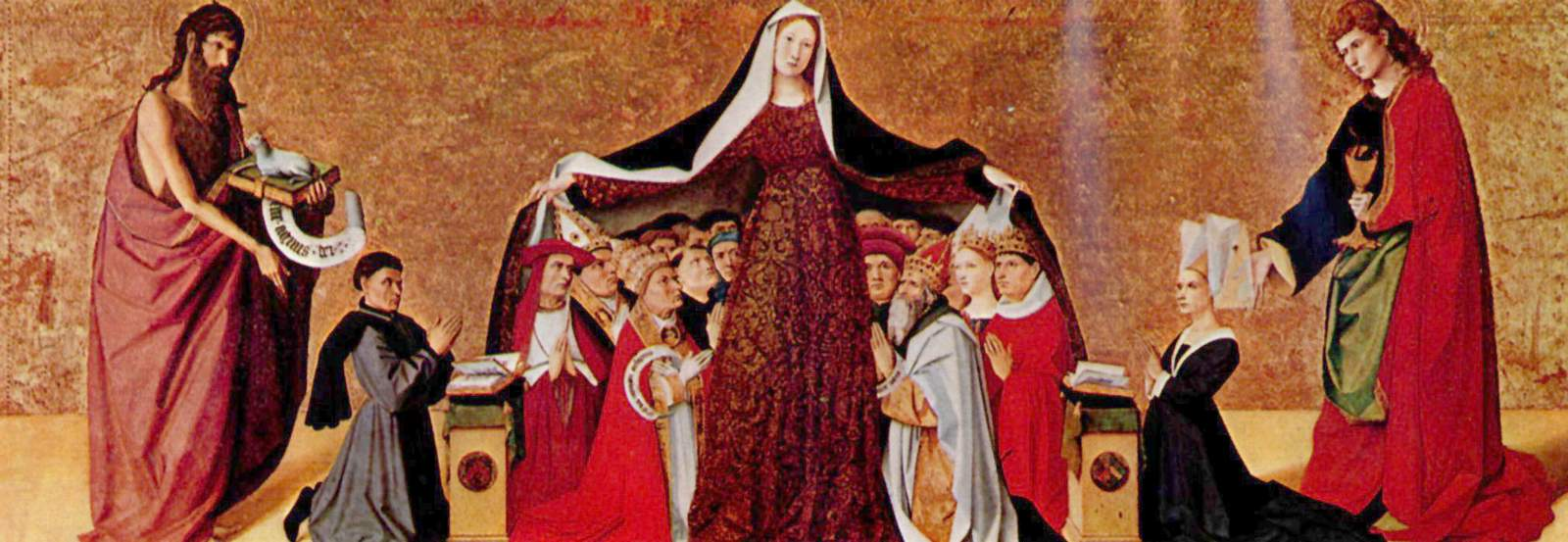
La Vierge de miséricorde, d'Enguerrand Quarton et Pierre Villate, retable Cadard, vers 1452, musée Condé (Chantilly), comme l'image d'une Église réconciliée avec elle-même. Le Grand Schisme, qui prend fin lors du concile de Constance (1414-1418), a considérablement affaibli l'Église, permettant à des idées neuves de se propager et aux nations de s'affirmer.

Le grand schisme d’Occident (souvent appelé « le Grand Schisme ») est une crise pontificale qui divise pendant presque quarante ans le christianisme occidental d'obédience romaine en deux courants politiques rivaux dont les papes respectifs — à Rome et à Avignon — se succèdent simultanément en s'excommuniant réciproquement de 1378 à 1417.
Le schisme débute en 1378 à la mort du pape Grégoire XI, qui résidait à Avignon : son successeur, Urbain VI, n'est pas accepté par les cardinaux français, qui élisent un autre pape, Clément VII. Celui-ci revient s'installer à Avignon tandis qu'Urbain VI reste à Rome. Le schisme ne s'achève qu'en 1417 grâce au concile de Constance.
Cette crise survient dans une Europe frappée par la guerre de Cent Ans, à la faveur des transformations d'un système féodal qui ne répond plus aux besoins d'une société en pleine mutation[pas clair]. En effet, l'Église romaine n'a plus le rôle culturel et social qui était le sien au début du Moyen Âge et qui l'avait rendue indispensable à l'exercice du pouvoir.
Le Moyen Âge tardif est marqué par la transition des États féodaux (XIe et XIIe siècles) vers des États plus centralisés, que l'Église n'est plus en mesure de contrôler culturellement[pas clair]. Sur le plan politique, cela se traduit en Italie par les luttes du pape et de l'empereur, et par l'affrontement entre guelfes et gibelins du XIIe au XIVe siècles, et vers 1300 par l'affrontement entre le roi de France Philippe le Bel et le pape Boniface VIII.
Ce dernier conflit aboutit à l'installation de la papauté à Avignon en 1309, puis en 1378, au Grand Schisme : de 1378 à 1417, deux lignées de papes, chacune considérée par l'autre comme composée d’antipapes, s'opposent, l'une à Rome, l'autre à Avignon. L'Église catholique sort moralement et spirituellement affaiblie de cette crise : les particularismes nationaux s'exacerbent, notamment le gallicanisme dans le royaume de France, le sentiment religieux se modifie au détriment du pouvoir du pape et des clercs, des hérésies apparaissent, particulièrement celle des hussites dans le royaume de Bohême, fief impérial détenu par les empereurs de la maison de Luxembourg.

## Origines du conflit

### Mutation sociale

Le mouvement de la paix de Dieu assoit par des décisions conciliaires le rôle de chacun des trois ordres dans la société médiévale.

Depuis le Xe siècle et le mouvement de la paix de Dieu, l'Église impose l'image d'une société divisée en trois ordres. Laissant le pouvoir temporel et militaire à la noblesse, elle devient le garant moral de l'équilibre social. Concentrant toutes les connaissances depuis la fin de l'Antiquité, principal promoteur de l'enseignement et des progrès scientifiques et techniques (principalement par les connaissances conservées dans les abbayes), le clergé se positionne comme l'élément central et indispensable de la société médiévale. Les clercs, sachant lire et compter, gèrent les institutions ; les religieux font fonctionner les œuvres caritatives et les écoles ; par le biais des fêtes religieuses, le nombre des jours chômés atteint 140 par an. 
Maîtrisant les échanges culturels et bénéficiant des meilleures connaissances techniques, les abbayes se taillent vite la part dominante dans le tissu économique encore majoritairement agricole. L'Église connaît l'apogée de sa puissance économique, culturelle, politique et même militaire, du fait des ordres militaires qui permettent de compter sur des forces armées permanentes sans avoir à les solder, pendant les croisades.
À partir de la fin du XIIIe siècle, l'équilibre entre les trois ordres se rompt. D'une part, la bourgeoisie, désormais bailleur de fonds des princes et des hauts dignitaires de l'Église, détient une puissance économique qui la rend progressivement politiquement indispensable. D'autre part, pour les besoins du commerce, puis pour assurer sa propre ascension sociale, elle a pris en charge une partie de la culture, créant des écoles laïques et finançant un mécénat culturel ainsi que nombre d'œuvres sociales. La plupart des innovations techniques sont alors le fait de laïcs, ingénieurs, architectes (tels Villard de Honnecourt), artisans (tels Jacopo et Giovanni Dondi, concepteurs de l'horloge à échappement). La place de choix accordée à l'Église dans la société pour son rôle culturel et social, se justifie de moins en moins.

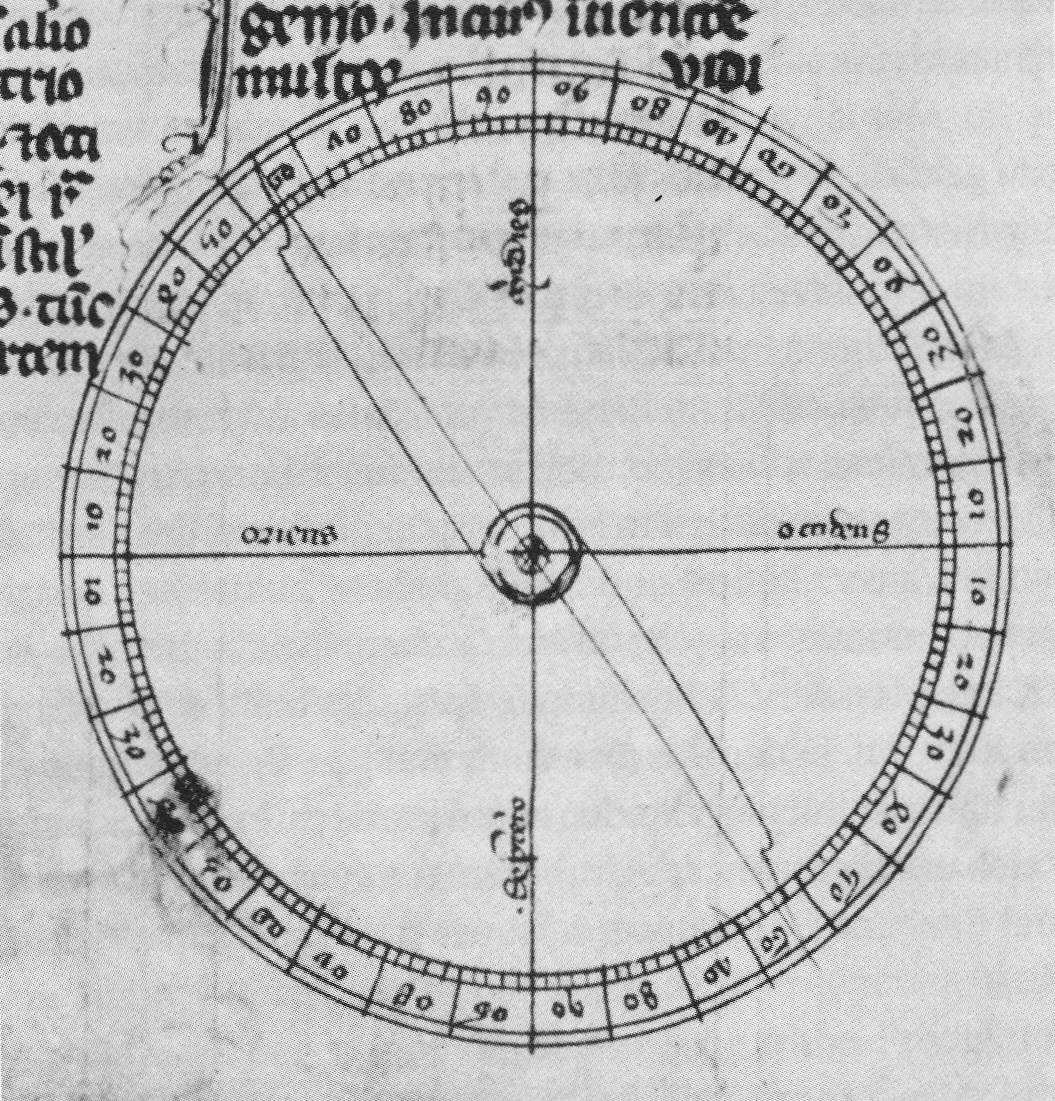
Les travaux de Pierre de Maricourt sur le magnétisme permettent la mise au point du compas : Epistola de magnete (1269).

Alors que le clergé était à la pointe du progrès scientifique et philosophique avec des universitaires comme Roger Bacon, Robert Grossetête, Pierre de Maricourt, Pierre Abélard ou Thomas d'Aquin, certains de ses membres craignent d'être dépassés par des évolutions qui remettent en cause sa place. Un tournant est pris le 7 mars 1277, lorsque l'évêque de Paris, Étienne Tempier, condamne les averroïstes (Siger de Brabant) et certaines thèses de Thomas d'Aquin. L'Église devient une force conservatrice tout en laissant développer des positions mystiques, laissant la bourgeoisie prendre un rôle croissant dans le progrès scientifique et philosophique.
Confrontée à sa perte d'influence spirituelle, elle tente d'accaparer le pouvoir temporel, ce à quoi Philippe le Bel réagit très violemment, s'appuyant en particulier sur les universitaires et sur la bourgeoisie dont il renforce le pouvoir politique en créant les États généraux. Les XIVe et XVe siècles sont marqués par la lutte entre deux conceptions de la société qui transparaît en filigrane dans la guerre de Cent Ans où l'ordre féodal est menacé par la demande de reconnaissance politique des villes, avec pour exemple Étienne Marcel ou l'ordonnance cabochienne.

### L'affrontement entre Philippe le Bel et la papauté (1295-1309)

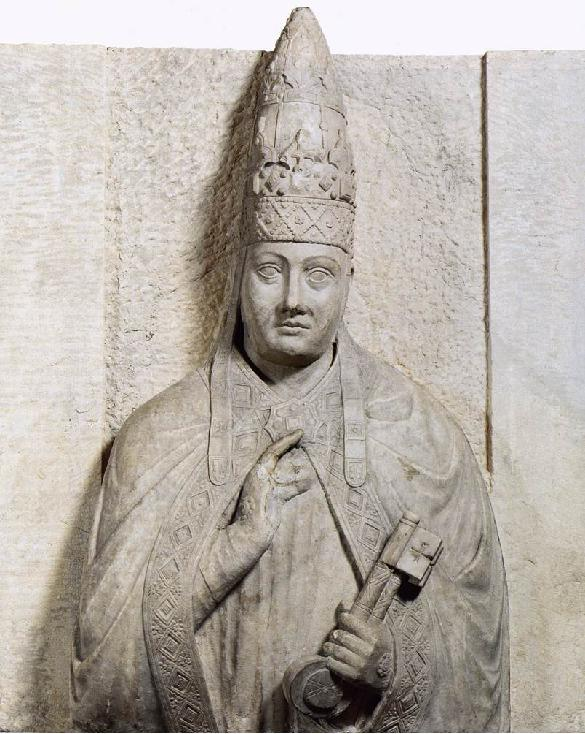
Arnolfo di Cambio, statue de Boniface VIII, Museo dell'Opera del Duomo (Florence).

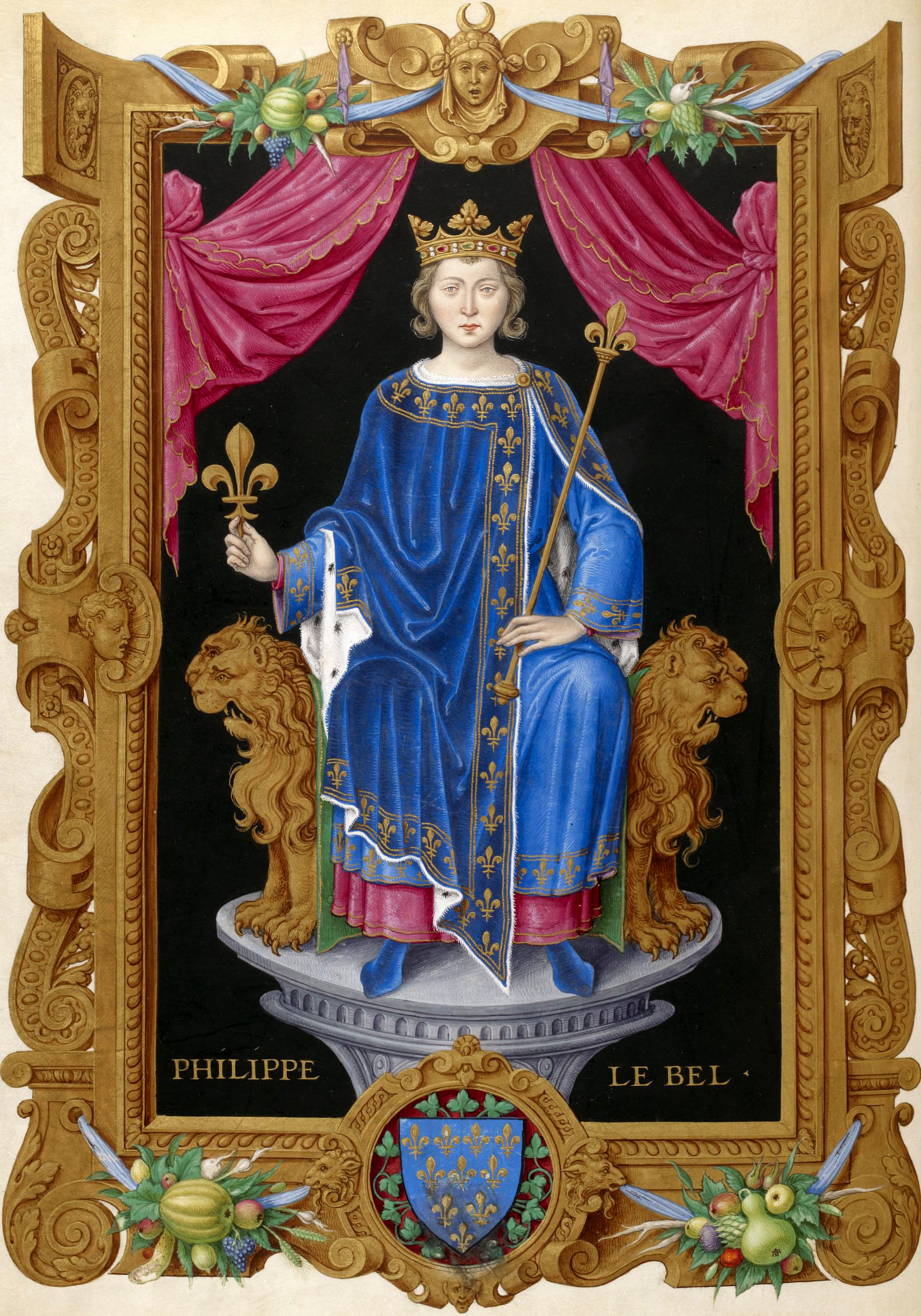
Philippe le Bel, Recueil des rois de France, vers 1550.

#### Premières confrontations (1295-1302)
Philippe IV le Bel (1268-1314), roi de France à partir de 1285, a besoin de ressources pour entretenir une armée et une marine capables de maîtriser les velléités d'autonomie des villes du comté de Flandre[pas clair], notamment Bruges et Gand.
En 1295, il lève un impôt exceptionnel sur le clergé, la décime. Le pape Boniface VIII, qui tire des revenus abondants du royaume de France, répond en 1296 dans la bulle  Clericis laicos que le clergé ne peut être soumis à aucun impôt sans l'accord du Saint-Siège. Les évêques sont tenus de suivre les recommandations du Saint-Siège sous peine d'excommunication et de ne rien verser au Trésor royal.
En rétorsion, Philippe Le Bel interdit toute exportation de valeurs hors du royaume de France, ce qui a pour effet de priver le pape d'une part importante de ses ressources[pas clair].
En 1302, par la bulle Unam Sanctam, Boniface VIII affirme la supériorité du pouvoir spirituel sur le pouvoir temporel et la supériorité du pape sur les rois, ces derniers étant responsables devant le chef de l'Église.
Philippe le Bel réunit alors un concile des évêques de France pour s'opposer au pape, ainsi que des assemblées de nobles et de bourgeois à Paris. Le roi cherche l'appui de tous ses sujets, afin de légitimer la lutte qu'il mène contre le pape.
Ce dernier menace d'excommunier Philippe IV[Quand ?] et de jeter l'interdit sur le royaume de France.

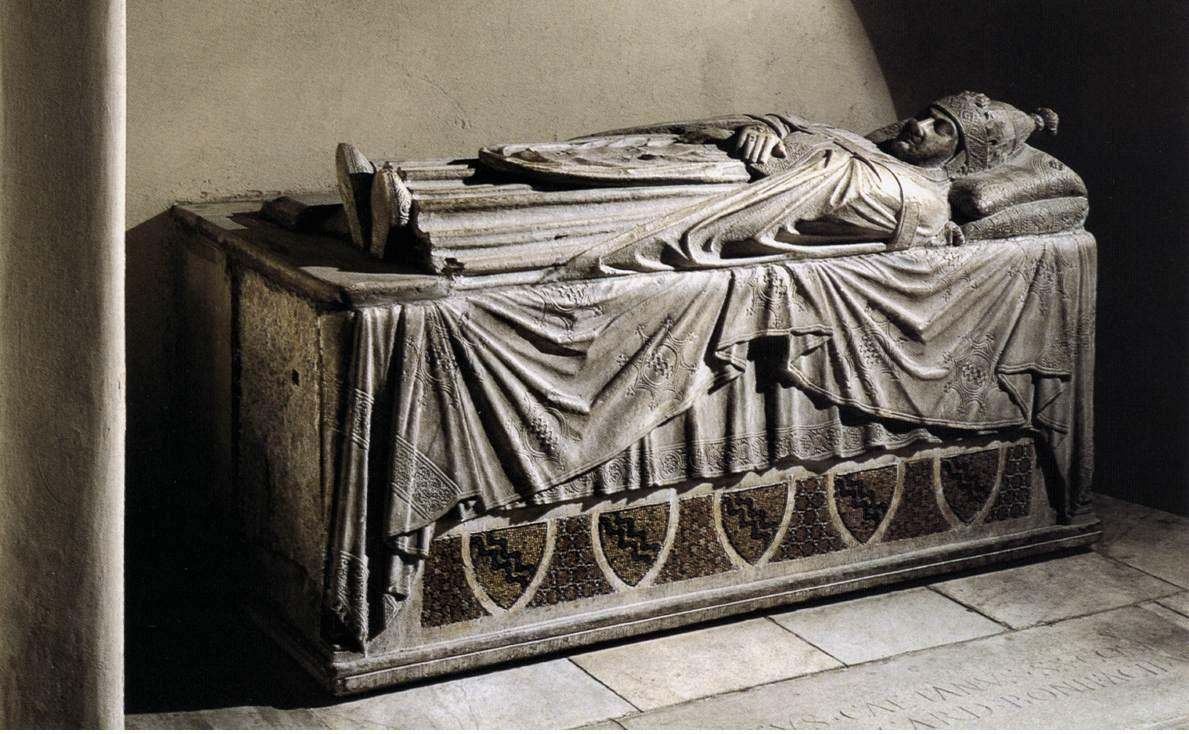
Tombe de Boniface VIII, grotte vaticane.

#### L'attentat d'Anagni et la mort de Boniface (1303)
Fort du soutien de la population et du clergé de France, le roi envoie son garde des Sceaux, Guillaume de Nogaret (avec une escorte), en Italie, afin d'arrêter le pape et de le faire juger par un concile. Nogaret est bientôt rejoint par un ennemi de Boniface VIII, Sciarra Colonna, qui lui fait savoir que le pape s'est réfugié à Anagni. Le 8 septembre 1303, lors d'un entretien tumultueux, le pape Boniface VIII est menacé par Guillaume de Nogaret. Il meurt quelques semaines plus tard.

#### Philippe le Bel et Benoît XI (1303-1304)
Son successeur, Benoît XI, est élu le 22 octobre 1303 dans une atmosphère détestable.
Il annule la plupart des mesures de nature à vexer le puissant roi de France avant de mourir lui-même le 7 juillet 1304.

### La période des papes d'Avignon (1309-1376)

#### L'élection de Clément V et les débuts de la papauté à Avignon
Pendant onze mois, des tractations ont lieu entre le parti français, conduit par la famille romaine des Colonna, et le parti de Boniface VIII, emmené par les Caetani.
Il est finalement décidé de choisir le pape à l'extérieur du Sacré Collège des cardinaux et une quasi-unanimité se fait sur le nom de Bertrand de Got, prélat diplomate et juriste éminent, resté neutre dans la querelle entre le roi Philippe le Bel et le pape Boniface VIII. Le 5 juin 1305, les cardinaux, réunis en conclave à Pérouse, élisent Bertrand de Got qui choisit le nom de Clément V. C'est le premier pape français depuis Calixte II en 1119.
Le nouveau pape renonce à se rendre à Rome par crainte des intrigues locales et des risques liés au conflit des guelfes et des gibelins. Il choisit de se faire couronner à Lyon, alors encore dans le Saint-Empire romain germanique (1er novembre).
Clément V fait son possible pour se concilier Philippe le Bel et repousse sa demande de procès posthume contre Boniface VIII, qui aurait pu justifier a posteriori l'attentat d'Anagni. En 1307, il a une entrevue avec le roi où il est question du sort des Templiers, que Philippe le Bel veut supprimer. C'est chose faite le vendredi 13 octobre 1307, sans que le pape ait pu donner son avis.

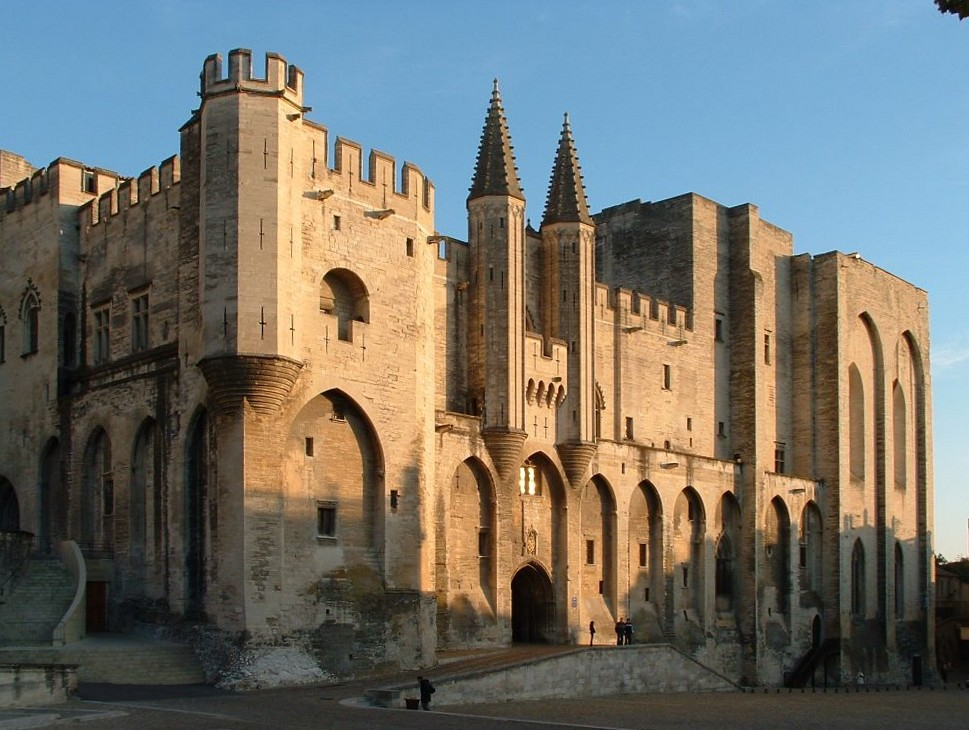
Façade du palais des Papes à Avignon.

Comme il n'est toujours pas en mesure de s'établir à Rome et veut suivre de près le procès des Templiers, Clément V décide en 1309 de s'établir provisoirement dans un couvent dominicain d'Avignon (aussi dans le Saint-Empire) qui lui est cédé par le roi de Sicile, aussi comte de Provence.

#### L'influence française sur les papes d'Avignon
Cet établissement aux frontières du royaume de France traduit l'abaissement de la papauté par rapport à l'époque d'Innocent III (pape de 1198 à 1214).
Les papes résident à Avignon de 1309 à 1376, depuis Clément V (pape en 1305) jusqu'à Grégoire XI (qui meurt en 1378. Ils sont tous français : Clément V (1305-1314), Jean XXII (1316-1334), Benoît XII (1334-1342), Clément VI (1342-1352), Innocent VI (1352-1362), Urbain V (1362-1370) Grégoire XI (1370-1378).
Durant cette période, huit cardinaux sur dix sont aussi français et généralement[pas clair] proches du roi de France.
Ce sont donc des Français qui nomment les légats et les gouverneurs[pas clair] des provinces ecclésiastiques d’Italie, au détriment des Italiens habitués à recevoir les bénéfices liés à ces charges.

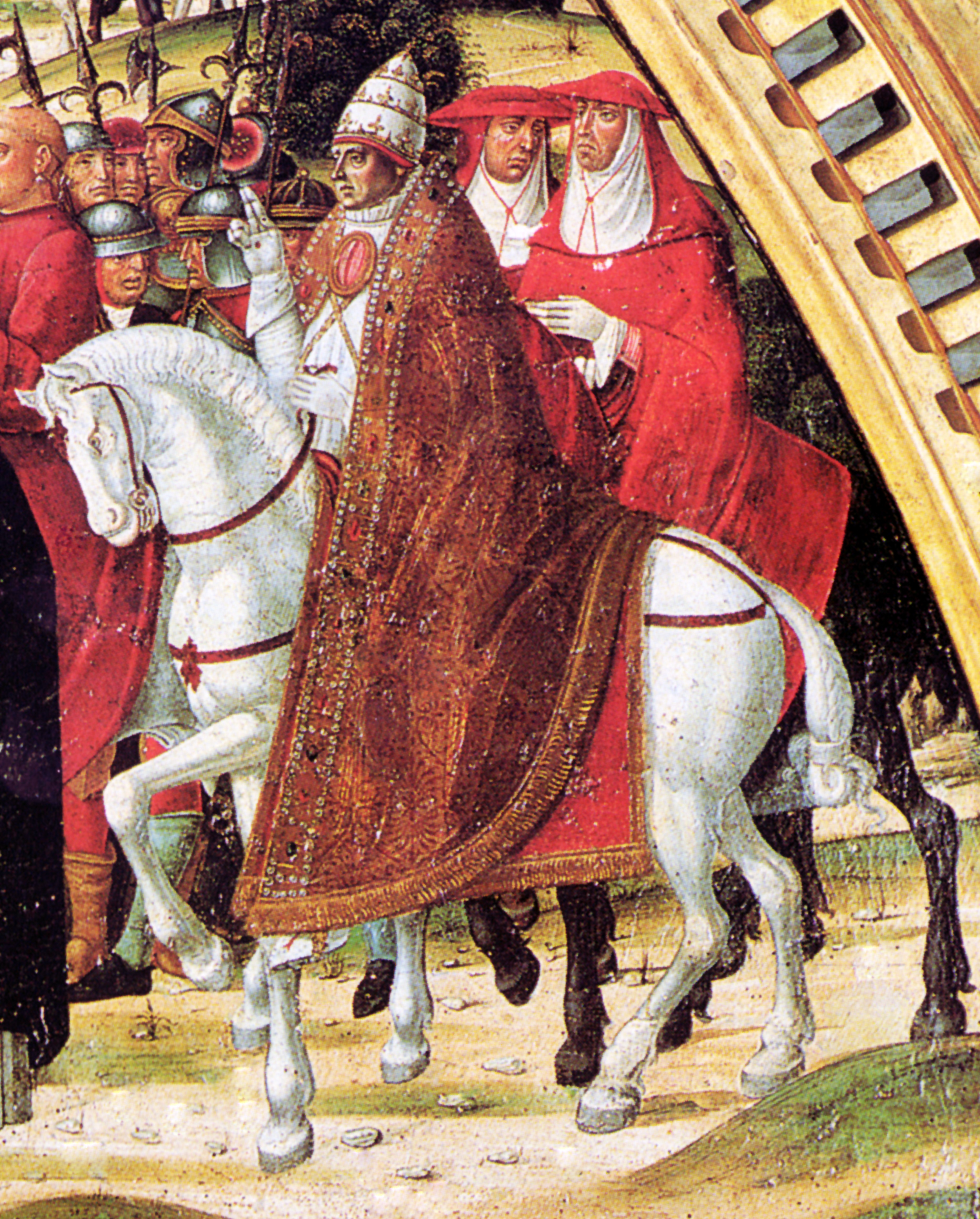
Grégoire XI.

### Les conflits en Italie des années 1370

#### La guerre contre les Visconti (1371-1375)
Leur mécontentement est amplifié par la reprise du conflit (qui remonte au XIIe siècle) entre les guelfes, partisans de la papauté, dirigés par les rois de Naples de la maison d'Anjou, aux gibelins, guidés par les chefs de la famille Visconti, à la tête du duché de Milan.
À partir de 1317, mais particulièrement de 1371 à 1375, la papauté d'Avignon est en conflit avec les Visconti.
Dans les années 1360 et 1370, les papes Urbain V et Grégoire XI souhaiteraient quitter Avignon et ramener le siège pontifical à Rome. Mais il est nécessaire d'avoir l'accord des Visconti.[pas clair]
En 1371, Barnabé et Galéas Visconti, en guerre contre le marquis d'Este, menacent les États pontificaux d'Italie. Une coalition pontificale se forme contre les Visconti, rassemblant les princes de Montferrat, d'Este (Ferrare) et de Carrare, le roi de Naples, le comte de Savoie et les républiques de Gênes et de Florence. L'armée coalisée est commandée par les Français Nicolas Roger de Beaufort et Raimond de Turenne, et par le condottiere anglais John Hawkwood, chef des troupes pontificales.
Battus en 1373, Barnabé et Galéas Visconti sont déclarés parjures et déchus par le pape de leur rang de chevalier. Une trêve est signée en juin 1375 à Bologne.

#### La guerre des Huit Saints contre les républiques urbaines
La grande famine qui touche Florence[réf. nécessaire] en 1374 met de nouveau le feu aux poudres en Italie centrale. En effet, la ville se voit refuser par l'abbé de Marmoutier[pas clair], vicaire général, toute importation de grain.
Florence prend alors la tête du parti des mécontents en Toscane et se révolte au nom des libertés des villes italiennes et contre la « nouvelle captivité à Babylone ». Elle trouve dans la venue de John Hawkwood sur le territoire de la république, prétexte à une déclaration de guerre (juillet 1375), rejoignant ainsi le camp des Visconti.
La république de Florence est en effet inquiète des succès de la papauté et de son influence croissante dans ses États[pas clair]. Barnabé Visconti et les Florentins tentent de susciter des insurrections dans les territoires pontificaux, spécialement chez ceux, nombreux, exaspérés par l’attitude et la rapacité des légats du pape en Italie[pas clair]. En 1376, la plupart des cités d'Italie sont en révolte contre les légats pontificaux[pas clair]. Ils réussissent si bien qu’en peu de temps le pape perd le contrôle de ses États d'Italie.
Grégoire XI place alors la république de Florence sous interdit, excommuniant tous ses habitants, y compris les femmes et les enfants. De plus, il les proscrit de la cour pontificale, ce qui implique de fortes pertes pour les institutions bancaires de Florence.
Ils sollicitent l'intervention de Catherine de Sienne auprès de Grégoire XI, mais, dans le même temps, sabotent tous ses efforts en reprenant les hostilités contre le pape[pas clair].

#### Le retour difficile de Grégoire XI à Rome (1376-1378)
Au milieu de ces graves troubles, Grégoire XI, exauçant les prières pressantes de Catherine de Sienne, décide de ramener le siège pontifical à Rome et de rejoindre la Curie. Si sa décision est prise dès février 1374, le voyage est ajourné en raison du conflit avec Milan.
Malgré les protestations du roi de France et de la majorité des cardinaux, il quitte Avignon le 13 septembre 1376, embarque à Marseille et arrive à Corneto le 6 décembre. Il y reste jusqu’à ce que les arrangements nécessaires aient été pris à Rome pour son installation. Le 13 janvier 1377, il quitte Tarquinia et fait son entrée solennelle à Rome le 17 janvier 1377.
Mais son retour à Rome ne met pas fin à la guerre des Huit Saints. Le massacre de Césène (13 février 1377), commandité par le cardinal Robert de Genève, aliène toute sympathie pour la papauté dans le cœur des Italiens. Les incessantes émeutes romaines conduisent Grégoire XI à se retirer à Anagni vers la fin du mois de mai 1377.
S’étant peu à peu remis de ses émotions, il gagne le Saint-Siège. Mais gravement malade, se sentant menacé dans son palais même, il finit cependant par prendre Rome en aversion et seule la mort l’empêche de retourner à Avignon. Fait extraordinaire, le souverain pontife, sentant les troubles qui allaient surgir, laisse au Camerlingue une bulle mentionnant des recommandations sur sa succession. Il meurt en effet à Rome le 27 mars 1378, alors que des négociations en vue d’un processus de paix débutaient à Sarzana, laissant l'Église dans une situation périlleuse.

## Le Schisme
L’événement déclencheur de la grande crise papale est la scission du Sacré Collège à la suite de l'élection d’Urbain VI (1378-1389), successeur à Rome de Grégoire XI.
La crise et le schisme qui s'ensuit sont un événement particulièrement bien documenté du fait du grand nombre de pièces que suscita la polémique. Dans cette querelle le rôle du droit fut réaffirmé. Le schisme offrait le tableau d'une Europe divisée, d'une Église déchirée et d'une papauté affaiblie, et exacerbait les manifestations de la conscience troublée de la chrétienté occidentale.

### La crise de 1378

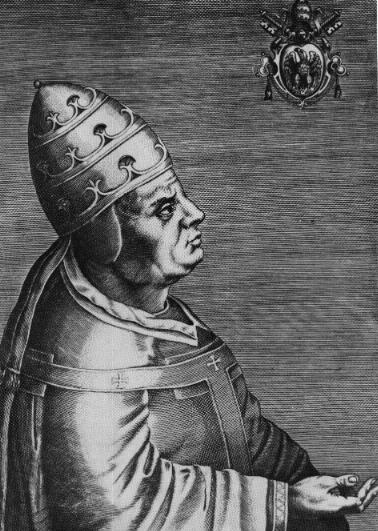
Urbain VI.

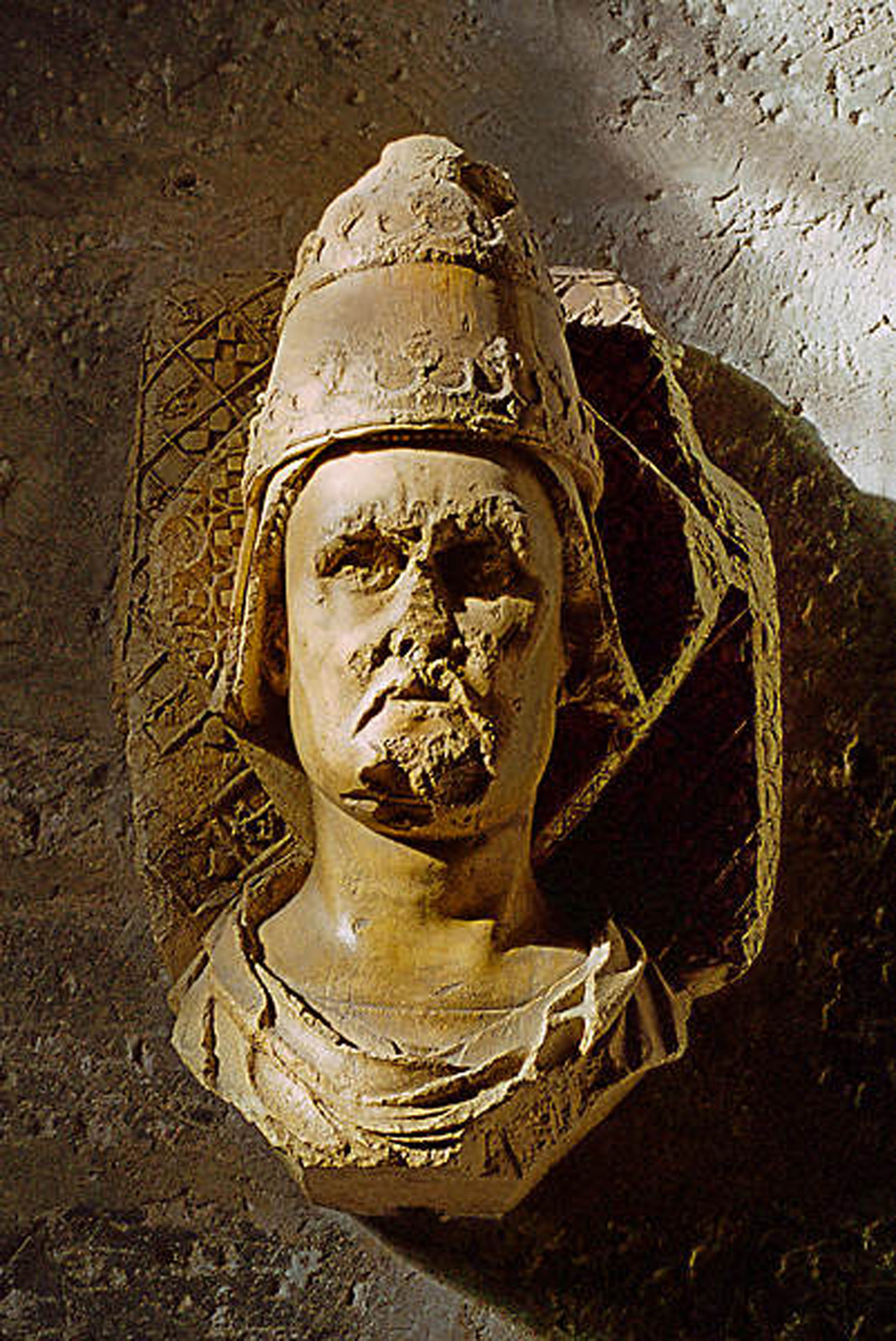
Clément VII (antipape).

Soixante-dix ans après le départ du souverain pontife pour Avignon, Rome accueille une partie des cardinaux du Sacré Collège dans une ambiance fiévreuse. La foule romaine, secondée par les habitants du contado, soucieuse de garder un pape « romain ou au moins italien », déclenche une émeute le 8 avril, jour de l'élection. De ce fait, celle-ci n'est ni tout à fait libre, ni tout à fait valide. L'archevêque de Bari, Barthélemy Prignano reçoit la tiare et prend le nom d'Urbain VI le 18 avril 1378. Si l'élection s'est faite en grande partie sous la pression du peuple romain en armes, les cardinaux ont opté, dans la précipitation, pour un homme peu puissant et connu pour sa modération passée.
À peine élu, Urbain VI se brouille avec une partie des cardinaux restés à Avignon et scandalise par sa volonté réformatrice parfois brutale. Il cherche à imposer au Collège une vie conforme à l'idéal évangélique, demandant aux cardinaux de renoncer à leurs pensions et d'investir dans la restauration de l'Église. C'est rapidement deux conceptions de l'Église, du fonctionnement de ses institutions et de l'aspect bénéficial, de sa fiscalité et du rôle de ses princes — l'une avignonnaise, l'autre romaine — qui s'opposent. Les cardinaux, en majorité français, habitués aux fastes et aux intrigues de couloirs grâce auxquelles ils ont pu accéder à leurs charges si rémunératrices, voient d'un très mauvais œil ce pape moralisateur et intransigeant.
Profitant de sa brouille avec la reine de Naples, Jeanne Ire, les cardinaux en dissidence s'y réunissent et, rappelant la non-canonicité de l'élection, le somment d'abdiquer le 2 août. Le 18 septembre, à Rome, Urbain VI nomme vingt-neuf nouveaux cardinaux dont vingt Italiens. Les cardinaux français obtiennent le soutien de la Reine de Naples, opposée aux Visconti, puis font jouer leurs réseaux d'influence (le Saint-Siège est l'épicentre diplomatique de l'Occident) et convainquent les conseillers de Charles V, puis le roi lui-même, de la non-validité de l'élection d'Urbain VI,. Le 20 septembre 1378, lors d'un conclave à Fondi, dans la région de Rome, le Sacré Collège élit l'un des siens, le cardinal Robert de Genève, qui prend le titre de Clément VII (1378-1394). Le schisme est consommé.

### Première phase du schisme: la voie de fait (1378-1394)
- États reconnaissant le pape de Rome
- États reconnaissant le pape d'Avignon
- États ayant changé d'obédience durant le schisme

Carte historique du grand schisme d’Occident.
États reconnaissant le pape de Rome
États reconnaissant le pape d'Avignon
États ayant changé d'obédience durant le schisme
Note : cette carte pourrait contenir des inexactitudes historiques.

L'Occident chrétien se divise alors. Comme le remarque Hélène Millet, « du fait de la guerre de Cent Ans, le partage en deux camps était pour ainsi dire déjà effectif et la reconnaissance de tel ou tel pontife par les princes devint un élément comme un autre du jeu politique ». Dans le camp clémentiste, le royaume de Naples et la France sont rejoints par les alliés de Charles V : la Castille, le royaume de Navarre, l'Écosse et les duchés de Lorraine, de Bretagne, d'Autriche et du Luxembourg. Rejoignent donc l'obédience romaine, les ennemis du royaume de Naples (l'Italie du Nord, les royaumes angevins de Hongrie et de Pologne) et ceux du royaume de France (l'Angleterre, les Flandres).
Le territoire de la Suisse actuelle est particulièrement touché du fait de sa situation entre les camps, situation renforcée par son morcellement politique. Dans la plupart des diocèses suisses, il y a alors deux évêques d'obédience opposée. Les royaumes espagnols restent neutres jusqu'en 1381, puis se rangent dans le parti clémentin à la suite d'un débat minutieux,. Le « roi de Germanie » monnaye son ralliement à Urbain VI qui confirme le choix de son fils Venceslas par les électeurs. L'adhésion de Charles IV du Saint-Empire à l'obédience urbaniste fit se ranger la frange orientale de l’Empire derrière le pape avignonnais. Reste que dans le détail, à l'échelle des régions et des diocèses, la géographie du schisme demeure bien souvent incertaine et les fidélités précaires : Pays-Bas, Brabant, Portugal furent des régions particulièrement déchirées.
En France, Charles V, le plus influent souverain d’Europe, apparaît aux yeux des cardinaux clémentistes, comme l'arbitre de la chrétienté. L'attitude du Valois et du clergé français demeura secrète jusqu'au 16 novembre, date de l'assemblée de Vincennes où le souverain reçut de la part de nobles et de prélats conquis, un assentiment à sa diplomatie. Bien que le royaume de France eût accepté le nouveau pontife, Charles V adresse son accord aux cardinaux rebelles le 16 novembre 1378. Ce pape français, attaché par sa famille à la famille royale, et même cousin éloigné du roi, n'ayant pu s'imposer par les armes en Italie, gagne Avignon en 1379.

#### Combats et luttes d'influences pour le contrôle de l'Italie
Pendant plus de quarante ans, l'Italie est le théâtre d'un conflit où les grandes familles, les condottieres et les cités jouent le rôle le plus actif. Tiraillée entre l'influence angevine et le parti des Visconti, la péninsule vit pendant une génération des hésitations et des troubles où les choix sont guidés plus par la nécessité que par de véritables convictions.
Le pape romain a dans ces conditions la plus grande difficulté à asseoir son autorité sur ses propres États, exception faite de l'Urbs, et les ressources fiscales des grands feudataires se tarissent. L'influence grandissante de Gian Galeazzo Visconti, se fait ressentir jusqu'à Pise, Sienne et même Pérouse, qui se soumet en 1400. À la mort de Boniface IX, Ladislas de Duras dut jouer un rôle prépondérant pour dix ans au sein de l'État pontifical avant de laisser la place au condottiere Braccio da Montone.

##### Italie du Sud
En 1378, Clément VII remporte quelques succès : il prend le château Saint-Ange à la tête de 2 000 Bretons et s'empare de Rome. Jeanne de Naples qui depuis 25 ans soutient le pape contre les Visconti et les autres représentants du parti gibelin, se prononce en sa faveur, lui avance 64 000 florins et fait arrêter les représentants d'Urbain VI à Naples. Ce dernier qui depuis 25 ans recrute des Tard-Venus, reprend la ville et fait juger Jeanne pour hérésie avant de l'excommunier. Clément VII doit fuir l'Italie et se réfugier en Avignon.
Urbain VI encourage alors les prétentions des grands oncles angevins de Jeanne : le roi de Hongrie, le duc d'Andria et Charles III de Duras,. Se retrouvant dans une situation critique, Jeanne fait appel à Clément VII qui lui conseille d'avoir recours aux services de Louis d'Anjou. En échange de son aide, elle l'adopte le 29 juin 1380 à la place de Charles III de Duras. Cet accord concrétise les ambitions que le duc d'Anjou nourrissait depuis longtemps. Charles III n'hésite alors plus et en novembre 1380 descend vers Naples à la tête d'une armée composée majoritairement de troupes hongroises. En juin 1381, Charles de Duras est investi roi de Naples, sous le nom de Charles III, par le pape Urbain VI.
Louis Ier d'Anjou n'intervient pas immédiatement. Ne mesurant peut-être pas la gravité de la situation dans le royaume de Naples, il est préoccupé par la succession de son frère Charles V mort alors que Charles VI n'a que 12 ans.

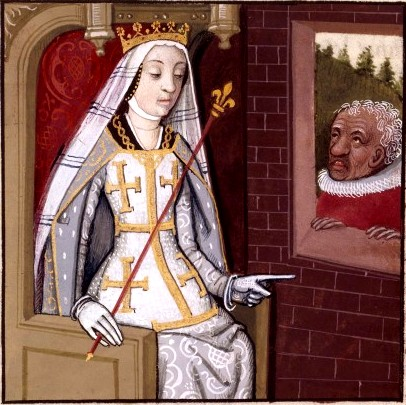
Jeanne Ire de Naples (1326-1382), dite la reine Jeanne, miniature de Robinet Testard tirée d'un manuscrit du De mulieribus claris de Boccace, vers 1488-1496, BNF, Fr.599.

Othon de Brunswick, le mari de Jeanne de Naples, ne dispose que de maigres forces et ne peut arrêter les troupes de Charles III qui franchissent les frontières du royaume le 28 juin 1381. Le 16 juillet, Charles de Duras pénètre dans Naples et assiège la reine retirée dans le Château-Neuf. Ne recevant aucun secours, elle capitule le 25 août 1381 et est placée en détention au château de l'Œuf, puis à celui de Nocera. Le 27 juillet 1382, il fait étouffer Jeanne dans sa prison. En septembre 1382, Louis d'Anjou débarque enfin à Aquila. Il est couronné roi de Naples par Clément VII, sans pouvoir chasser Charles de Duras et meurt en 1384 laissant sa couronne à son fils Louis II d'Anjou, âgé de 7 ans. La régence est assurée par sa veuve, Marie de Blois qui rallie une à une les villes de Provence. Charles de Duras est assassiné à Buda en 1386 pour s'être mêlé de la succession de Hongrie.
Le comté de Provence se retrouve alors coupé en deux : Marseille et Avignon tiennent pour le pape d’Avignon, alors qu’Aix-en-Provence se range du côté romain. Les évêques ne savent plus à qui obéir et certains vendent leur siège.
Jusqu’à la mort d’Urbain VI, l’influence de Clément VII grandit dans tous les États. Ladislas, fils de Charles de Duras, luttant contre Louis II d'Anjou et essayant de rattacher les États pontificaux à son royaume, s'empare deux fois de Rome. Les cardinaux italiens y élisent un nouveau pape, Boniface IX qui lui est favorable. Ainsi les chrétiens ont toujours deux papes et Naples et la Provence, deux souverains. Boniface rallie les états italiens alors que la France apporte son soutien à Clément. En 1414, le royaume de Naples sombre dans l'anarchie, laissant la voie libre à la conquête aragonaise.

##### Italie du Nord
Clément VII sait que le royaume de France est le seul soutien suffisamment puissant pour lui permettre de reconquérir Rome. En 1388, quand Charles VI prend le pouvoir des mains de ses oncles, il a besoin de l'affirmer. Il envisage donc une action de prestige : remettre Clément VII sur le siège pontifical et mettre ainsi fin au schisme. On prépare une armée de 12 000 lances, mais, en Angleterre, Richard II, déjà en mauvaise posture, doit lui aussi faire montre d'autorité. Il fait savoir au roi de France que s'il entrait en Italie, l'armée anglaise interviendrait en France. En mars 1391, ne pouvant risquer une guerre ruineuse sur deux fronts, Charles VI fait savoir à Clément VII qu'il renonce au projet.

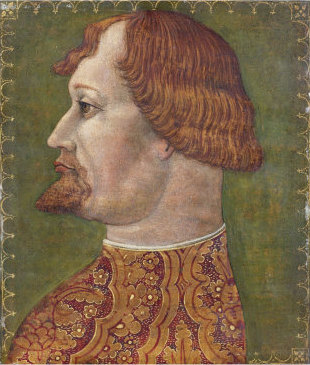
Portrait présumé de Jean-Galéas Visconti par Giovanni Ambrogio de Predis.

Cependant, Jean Galéas Visconti, seigneur de Milan, et les Florentins continuent leur lutte pour le contrôle de l'Italie. Il joue la carte française (il est marié à Isabelle de France). Sa fille Valentine Visconti (1368 † 1408) épouse en 1389 Louis d'Orléans, le frère de Charles VI. On fait miroiter au frère du roi de France le don du royaume d'Adria prélevé sur les États pontificaux ce qui en fait le meilleur soutien de Clément VII, de son successeur Benoît XIII et des Visconti. Savone est prise en 1394 et Gênes se livre à Charles VI en 1392. Les projets hégémoniques des Visconti suscitent la création d'une ligue regroupant contre lui les Florentins, les maisons d'Este et Laurensi ainsi que le pape Boniface IX.
À sa mort, en 1402, la régence est confiée à sa veuve Catherine qui gouverne avec Francisco Barbavara, son ancien chambellan. Ils sont renversés, ce qui profite à la ligue : le pape récupère Bologne, Pérouse et d'autre villes d'Ombrie. De nombreuses cités du Nord recouvrent leur indépendance.

#### Projet de croisade en Castille
Jean de Gand, duc de Lancastre et régent d'Angleterre, étant marié à une fille de Pierre le Cruel, se verrait bien roi de Castille. Un accord est trouvé avec le pape pour faire prêcher une croisade contre les Castillans qui soutiennent Clément VII. En fin de compte, Rome ne finance pas cette croisade et Jean de Gand s'entend avec le Portugal. Le conflit dure 20 ans.

#### Croisades en Flandres
La situation financière de l'Église déjà mauvaise sous les papes d'Avignon s'aggrave : il y a deux saints sièges, avec deux administrations pontificales. Le contrôle de Bruges est un enjeu économique majeur pour les deux papes car le produit de la fiscalité pontificale en Europe du Nord y transite. Depuis 1379, les Flandres, Gand en tête, sont révoltées contre Louis de Male sous la conduite de Philippe van Artevelde. Il se rapproche des Anglais car les importations de laine anglaise sont cruciales pour l’industrie drapière flamande. De ce fait, il passe sous l’obédience d’Urbain VI. Une croisade française soutenue par Clément VII le vainc à Roosebeke en 1382. Dès lors, Urbain VI réagit et fait prêcher la croisade en Angleterre par Henri Despenser, évêque de Norwich. Celle-ci est acceptée par le Parlement anglais le 23 février 1393. Les Anglais saccagent Gand et s’attirent l’inimitié des Flamands. Louis de Male rappelle les Français à son secours et une trêve est vite obtenue. À sa mort en 1385, le duc de Bourgogne, Philippe le Hardi, prend possession du comté ; il sait être conciliant, permettant à chacun de choisir son obédience. Toute la Flandre lui fait allégeance, ce qui règle le conflit.

#### Lutte diplomatique pour l'alignement du Saint-Empire
Venceslas Ier succède à son père Charles IV à la tête du Saint-Empire romain germanique en 1378. Son père pour faciliter son élection a pris le parti d'Urbain VI, mais celui-ci ne l'a jamais couronné. Venceslas Ier obtient de l'empereur la promesse d'une intervention contre les clémentins en contrepartie du prélèvement d'une décime en terre d'Empire. Mais sous l'influence de son cousin Charles VI de France, il ne monte pas l'expédition. Il développe une politique conciliante vis-à-vis des hussites contre les exigences de l'Église romaine qui les juge hérétiques. Accusé de consacrer plus de temps à ses terres tchèques qu'à ses devoirs impériaux et de céder aux exigences françaises en matière papale (d'autant qu'ils ont payé pour renverser Clement VII), il est déposé par les princes-électeurs germaniques en août 1400 en faveur de Robert Ier. Venceslas refuse cependant de reconnaître sa légitimité.

#### Conséquences financières
L'état de guerre permanent occasionné par la voie de fait a évidemment des conséquences pour les finances des deux papes. Les ressources sont dès le départ divisées par deux, mais la guerre a elle-même un coût. D'une part, il faut financer les « croisades » et autres expéditions contre les territoires tenus par l'obédience adverse; d'autre part, les ambitions locales libérées par le schisme font que l'Italie et la Provence sont en guerre de manière quasi continue, ce qui gêne les échanges. Les cités pontificales de Rome et d'Avignon ont moins d'argent à réinjecter et jouent moins leur rôle de centres de consommation. Ruinés, les deux papes recourent à une augmentation vertigineuse de la pression fiscale. Évidemment, les religieux rechignent à payer et préfèrent se tourner vers les États. L'idée du gallicanisme fait son chemin et la voie est ouverte pour la soustraction d'obédience.

### 1394-1414, les tentatives de règlement de la crise
Le schisme est vécu de plus en plus douloureusement par les fidèles, par les pouvoirs laïcs et les prélats. Face à la confusion, se dressent des voix dans toute l'Europe, savants, mystiques et prophètes, princes et autorités ecclésiales. Le schisme a été, dès l'annonce du bris du conclave, un objet de sollicitude de la part des membres de l'université de Paris. À ce titre, Jean de Gerson apparaît comme une figure de premier ordre, artisan d'un appareillage intellectuel pour panser le schisme et pour en venir à bout. Dans son De jurisdictione spirituali et temporali de 1405 — où lois humaines, naturelles et divines sont distinguées et séparées — la théorie de « soustraction d'obédience » prenait forme.

#### Tentatives de soustraction d'obédience

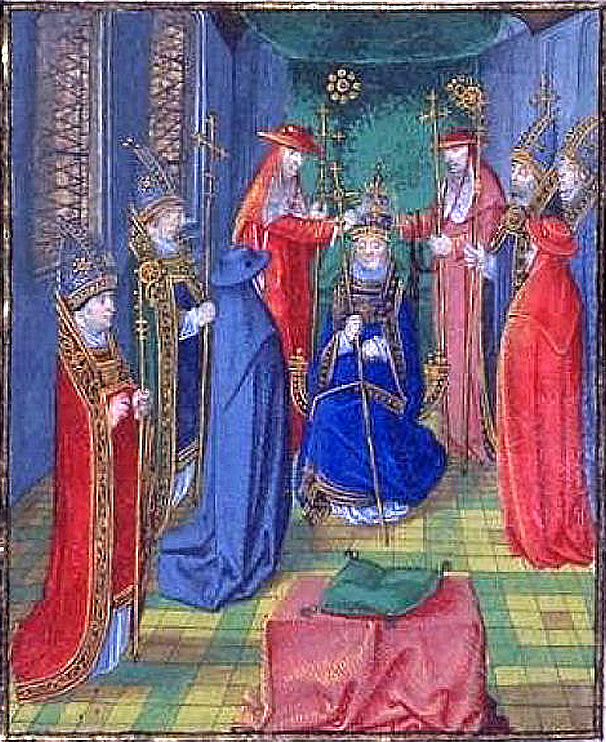
Les cardinaux de Saint-Martial et de Neufchâtel couronnent Benoît XIII
Chroniques de Froissart,
FR 2646, f° 190 v. Bibliothèque nationale.

En 1394, il y a déjà plus de quinze ans que deux papes rivaux se retrouvent à la tête de la chrétienté. Boniface IX siège à Rome et reçoit l'appui de la Vénétie, de l'Angleterre, de l'Allemagne, de la Pologne, du Portugal et de la Hongrie. Dans le camp de Benoît XIII, pape d'Avignon, se rangent la France, la Castille, l'Aragon, l'Écosse, la Bretagne, la Savoie et le royaume de Chypre.
Cette année-là, Philippe le Hardi, régent de la France depuis la folie du roi Charles VI, demande à l'Université de Paris de lui présenter une recommandation sur les moyens de mettre fin au schisme. En effet, avec une politique fiscale agressive qui prive le clergé d'une grande part des bénéfices issus de ses charges, Benoît XIII s'est mis à dos nombre de religieux. Philippe le Hardi qui suit une politique conciliante vis-à-vis de la papauté de Rome pour ménager les Flamands, a tout intérêt à mettre fin au schisme. Après plusieurs mois de délibérations, l'Université présente trois solutions : la voie de compromis (laisser aux pontifes le soin de mettre fin eux-mêmes au schisme), la voie de cession (il faut les démettre simultanément et en élire un autre) ou la réunion d'un concile qui aurait pour but de trancher le problème.

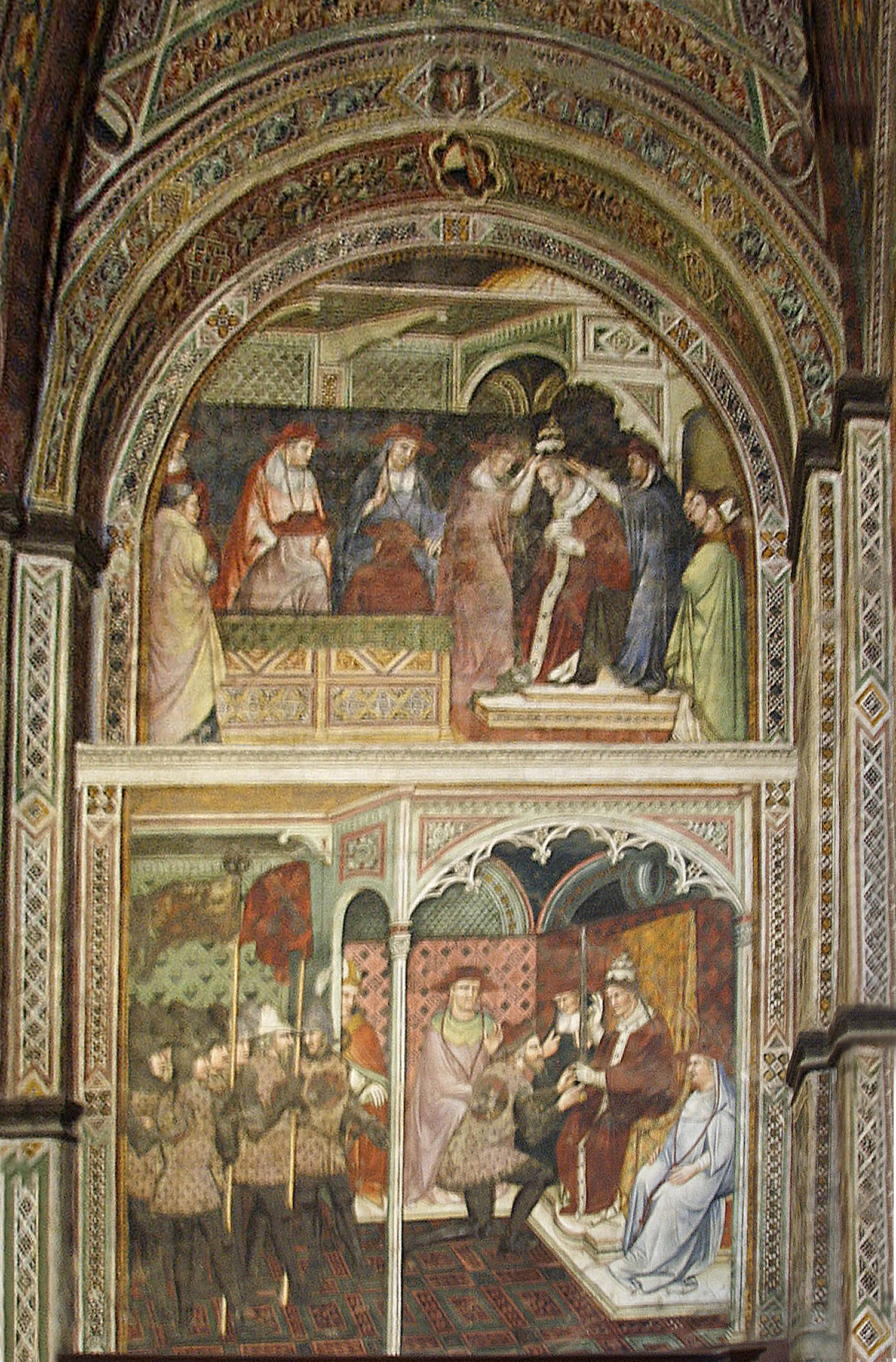
Fresque en l'honneur de la visite de Grégoire XII à Sienne ; « Alexandre III (pape) recevant les ambassadeurs », Spinello, détail du Cycle de la Vie d'Alexandre III, Sienne, Palais public, 1407.

En février 1395, le Conseil du roi appuie le principe d'une démarche pour la voie de cession (Louis d'Orléans, partisan de la voie de fait, qui sert ses intérêts italiens a été évincé par Philippe le Hardi). Cependant, ni Benoît XIII, ni Boniface IX, n'acceptent de se démettre. On décide alors de les y obliger en ayant recours à une soustraction d'obédience. Entre l'Université de Paris et le Saint-Siège, les positions se raidissent. Dès lors, les Parisiens font valoir leurs vieux projets de réforme de l'Église et voient en Philippe le Hardi leur champion. En 1398, un Conseil national des évêques tenu à Paris vote une ordonnance retirant au pape les bénéfices et les taxes ecclésiastiques au profit du roi de France. Autrement dit, l'Église de France se gouvernera elle-même et c'est le roi qui légiférera en matière religieuse. Seule l'autorité spirituelle est reconnue au pape d'Avignon. La France est bientôt imitée par la Sicile, la Castille et la Navarre.
Entêté, Benoît XIII refuse de plier, même si les fonds ne rentrent plus. Assiégé dans sa citadelle pendant plusieurs mois par des ennemis locaux, il parvient à s'enfuir en 1403 et se réfugie chez le comte de Provence, Louis II d'Anjou, qui s'opposait depuis le début à la soustraction d'obédience.
La soustraction d'obédience s'avère vouée à l'échec. Plusieurs évêques commencent à se plaindre, surtout lorsque le gouvernement français commence à taxer les revenus des paroisses. Le camp orléaniste a pris, dès 1401, parti contre la soustraction d'obédience. Le 29 avril 1403, la Castille restitue son obédience au pape. La France suit le 28 mai. On en revient aux tractations diplomatiques qui ne donneront aucun résultat, les pontifes de Rome et d'Avignon campant toujours sur leurs positions. Pour remercier Louis d'Orléans de son soutien, le pape lui offre 50 000 francs (aux dépens de la fiscalité imposée aux clercs), ce qui a pour effet de dresser l'Université contre lui et de la faire basculer un peu plus en faveur du Parti bourguignon.
En 1407, l'Université de Paris, avec l'appui du duc de Bourgogne et du Parlement de Paris, décide par elle-même une nouvelle soustraction d'obédience qui ne donnera pas plus de résultat que la première fois.

#### Le concile de Pise de 1409
L'Église se trouve dans l'impossibilité de résoudre la bicéphalie, elle ne peut démettre l'un des deux pontifes. Certains cardinaux unionistes choisissent la voie du conciliarisme pour mettre fin au schisme. Ils font connaître par lettre leur volonté de convoquer un concile pour le printemps 1409. Les cardinaux durent déployer une grande énergie pour gagner à leur projet un maximum de participants. L'appel se fit jusqu'à l'empire byzantin. L'entreprise est couronnée de succès puisque 500 représentants de deux obédiences se réunissent au concile de Pise, du 25 mars au 7 août. Ils y décident de déposer les deux papes et d'en élire un nouveau. Le 5 juin, la condamnation des deux pontifes rivaux est prononcée et les cardinaux pisans élisent Alexandre V (1409-1410) le 26 juin. Mais les cardinaux sont excommuniés par les deux papes rivaux et la situation empire : il y a alors trois papes.
En 1410, la chrétienté est alors partagée en trois obédiences : celle de Jean XXIII, qui comprend la France, l'Angleterre, la Pologne, la Hongrie, le Portugal, les royaumes du Nord, avec une partie de l'Allemagne et de l'Italie ; celle de Benoît XIII, composée des royaumes de Castille, d'Aragon, de Navarre, d'Écosse, du duché de Bretagne, des îles de Corse et de Sardaigne, des comtés de Foix et d'Armagnac ; celle de Grégoire XII, qui conserve en Italie plusieurs villes du royaume de Naples et toute la Romagne ; en Allemagne, la Bavière, le palatinat du Rhin, les duchés de Brunswick et de Lunebourg, le landgraviat de Hesse, l'électorat de Trèves, une partie des électorats de Mayence et de Cologne, les évêchés de Worms, de Spire et de Werden.

### Le dénouement de la crise
Jean XXIII, antipape à Pise, chassé de Rome en 1413 par Ladislas, roi de Naples et de Hongrie, se met sous la protection de l'empereur Sigismond. De concert avec ce prince, il convoque un concile général à Constance pour le 1er novembre 1414. Les motifs allégués de la convocation sont l'extirpation du schisme et la réunion des fidèles sous un seul et même pasteur, la réforme de l'Église et la confirmation de la foi contre les erreurs de John Wyclif, de Jan Hus et de Jérôme de Prague.
C’est lors de ce concile, présidé par le cardinal Jean Allarmet de Brogny que devait, entre 1414 et 1418 être résolu le problème de la bicéphalie (voire de la tricéphalie) de l’Église. Guide vigilant, l'empereur Sigismond devait y jouer un rôle primordial : trois mois avant la bulle de convocation, il fit parvenir un édit universel annonçant la tenue d'une assemblée, le 1er octobre 1414, dans la ville impériale — assemblée où tous les princes furent conviés ainsi que Manuel de Constantinople. « Avoué de l'Église », il suivit avec zèle l'exécution des décisions prises lors des assemblées.
Constance, durant quatre années d'activité, vit sa population plus que quadrupler et devint, pour un temps, la nouvelle capitale du monde chrétien.
Les membres du concile ont recours au conciliarisme pour mettre fin à la crise. Fort du soutien impérial, le concile proclame sa supériorité sur le pape : « Ce synode, légitimement assemblé au nom du Saint-Esprit, formant un concile général représentant l’Église catholique militante, tient immédiatement de Jésus-Christ son pouvoir, auquel toute personne de tout état, de toute dignité, même papale, est tenue d’obéir, en ce qui regarde l’extinction et l’extirpation du dit schisme (Obedire tenetur in his quæ pertinent ad fidem et extirpationem dicti schismatis) ». L'assemblée des évêques se positionne au-dessus du pape et prévoit ses prochaines convocations.

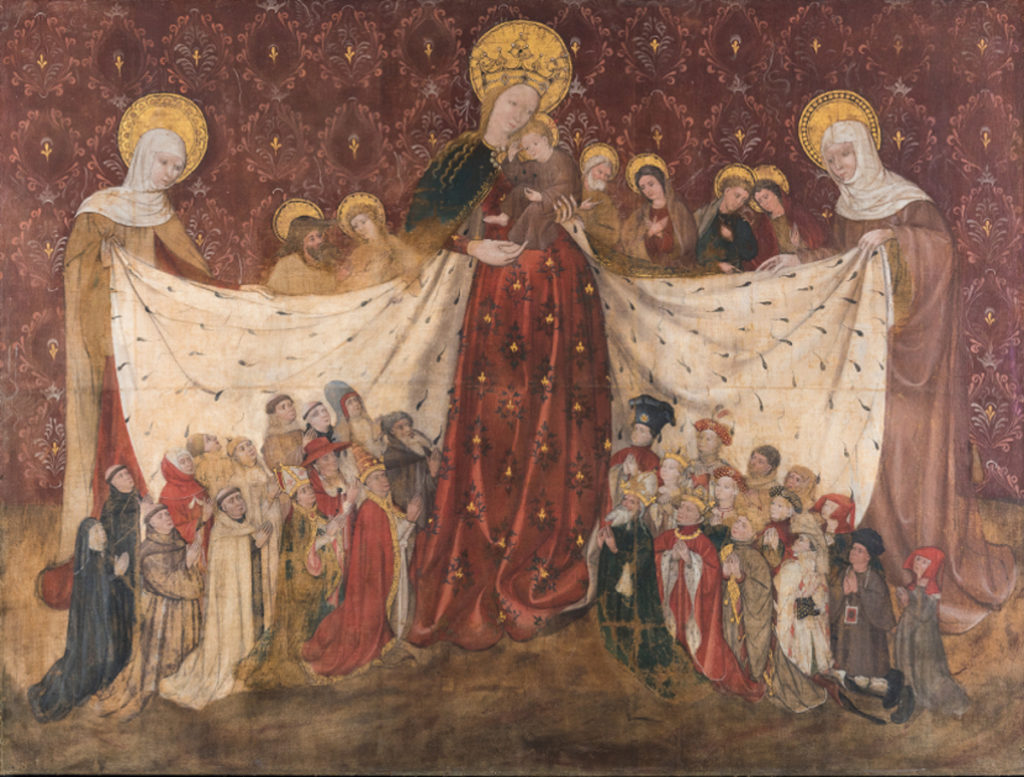
Vierge au manteau, 1417.

Jean XXIII, qui déjà quittait Constance le 21 mars 1415, fut déposé le 29 mai. Le pape romain Grégoire XII fut lui poussé à abdiquer (ce que Grégoire XII accepta par esprit de paix pour faire « table rase » de l’ensemble de la crise). Il convoqua à nouveau le concile par la voix de son légat et démissionna par procurateur le 4 juillet 1415. Ce qui mit fin, canoniquement, au Grand Schisme.
Martin V, fut élu à la quasi-unanimité le 11 novembre 1417, fête de saint Martin, par un conclave élargi pour la circonstance : le collège des cardinaux de toutes obédiences, renforcé par six députés de chaque nation du concile : France, Angleterre, Allemagne, Italie, Espagne.
Martin V eut la bonne idée d’annoncer au préalable qu’il ne remettrait pas en cause les nominations de cardinaux effectuées par les deux autres antipapes (qui, dès lors, étaient reconnus comme papes légitimes dans leurs obédiences respectives jusqu’à la date des prises de fonction de Martin V), ce qui a probablement facilité le consensus à son sujet.

### Les derniers soubresauts

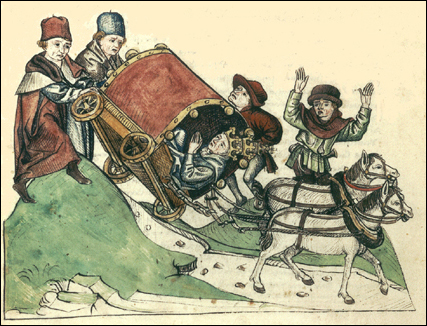
« La « chute » du pape Jean XXIII (antipape) sur l’Arlberg », Chronik des Konzils von Konstanz d'Ulrich de Richental, XVIe siècle.

Mais l’antipape d’Avignon, Benoît XIII, retiré à Peníscola, dans la couronne d'Aragon (dernier État à le reconnaître), refuse de s’incliner, quoique quasiment dépourvu de tout appui. Il meurt antipape en 1423. Trois de ses quatre derniers cardinaux élisent tout de même, à Peníscola, l’antipape Clément VIII, qui finit par renoncer quand le roi d’Aragon Alphonse V, lui-même, se rallie au pape de Rome Martin V.
Jean Carrier, le quatrième cardinal, jugeant l’élection de Clément VIII en Aragon irrégulière, conçoit d'élire secrètement Bernard Garnier « pape » de l’Église d’Avignon à Rodez, suscitant un nouveau schisme ultra-minoritaire (et non reconnu) de l’ancienne Église d’Avignon (néanmoins non assimilé au Grand Schisme que l’élection régulière de Martin V par les cardinaux des trois anciennes obédiences avait résolu), avant de voir son neveu et homonyme élu sous le nom de Benoît XV. Les titres des successeurs de Clément VIII (qui lui s’était rallié à Rome en 1429) sont qualifiés dans les anciens textes d’antipapes imaginaires puisque aucune élection ni aucun conclave officiel n’eut lieu. Aucun des clergés des Églises de Rome, Pise, Avignon et couronne d'Aragon ne leur confère d’ailleurs le titre de pape ni même celui d’antipape. Ce schisme perd vite son dernier appui en la personne de Jean IV d'Armagnac et ses derniers soutiens dans le clergé se soumettent au pape de Rome ou sont totalement réprimés en 1467.

## Conséquences
La division de l'Église ouvre un espace aux critiques et aux remises en cause. Des théories nouvelles telles que celles de John Wyclif peuvent se répandre, alors que les ecclésiastiques se déchirent entre partisans du pape et de l’antipape qui se discréditent mutuellement. Le terrain est préparé pour la Réforme dont Wyclif est l’un des précurseurs.

### Nouvelleecclésiologieet remises en cause
Les deux papes s'excommuniant réciproquement comme schismatiques, le doute s'installe quant à la validité des sacrements prodigués par les deux obédiences. Au-delà du discrédit jeté sur les deux Églises, le pape et l'antipape voulant s'assurer le soutien des ecclésiastiques, des universitaires et des princes envoient de nombreux ambassadeurs dans toute l'Europe, prêts à faire des concessions et notamment en matière de nominations ecclésiastiques. L'autorité du Saint-Siège s'en trouve inévitablement affaiblie. Les courants de pensée réformateurs ou hétérodoxes sont donc peu combattus durant cette période.

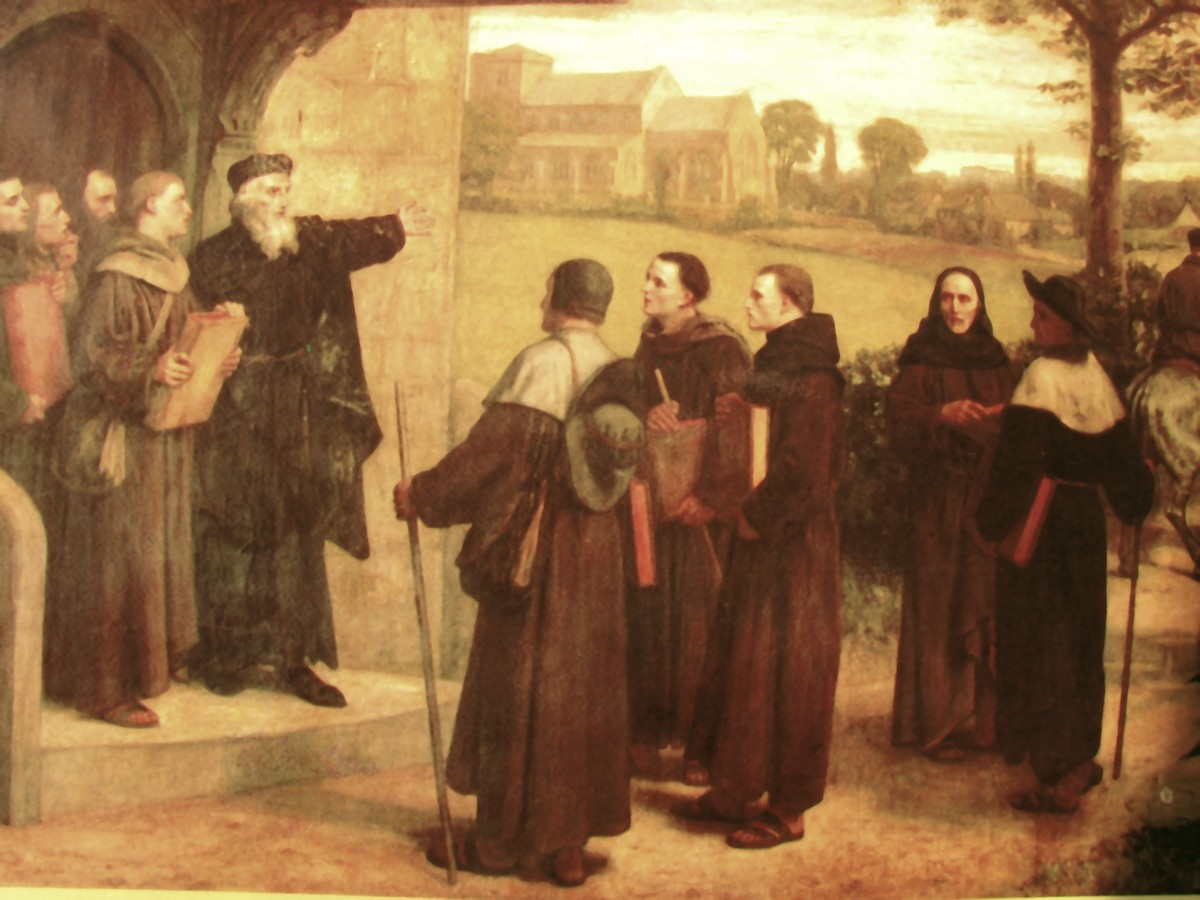
John Wyclif donnant sa version de sa bible aux Lollards.

En particulier, les thèses de John Wyclif (1320-1384) qui cherchent à régler les désordres existants dans l'Église, se propagent en Angleterre. Elles prônent un retour à l'intégralité de la Bible ainsi qu'à l'augustinisme. Il remet en cause l'autorité et la juridiction pontificale et préconise la désignation du pape par voie conciliaire. Il dénie aux prêtres en état de péché mortel la possibilité de remettre les fautes. Wyclif laisse clairement entendre que l'Église d'Angleterre est pécheresse et coupable de corruption,. Ses ouvrages reflètent ces préoccupations : le De civili domino e De domino divino (1375) refuse aux prêtres et à la communauté ecclésiale tout pouvoir temporel, le De officio regis soutient le pouvoir régalien qui l'a chargé de réaffirmer ses droits dans la tradition anglo-normande, le De veritate Scripturæ Sanctæ sanctionne ses précédentes thèses par l'appui des Écritures (1378). Cette même année, cependant, une réconciliation se tient entre Grégoire XI et le roi. Mais le théologien poursuit son entreprise avec le De potestate papæ (1379), soutenu par l'influent duc de Lancastre – Jean de Gand alors régent du royaume, et par le duc de Northumbrie. Il gagne ainsi les faveurs d'une partie de la noblesse. Sa volonté de redistribuer les richesses de l'Église permet à ses thèses religieuses de trouver une plus large audience. En 1378, le théologien Wyclif se fait pasteur. La population londonienne et, pendant un certain temps, les ordres mendiants s'intéressent à ses idées nouvelles qui sont propagées en Angleterre par des prédicateurs itinérants appelés les « pauvres prêcheurs » ou Lollards. Trois synodes viennent condamner ses idées qui ne cessent de se répandre.

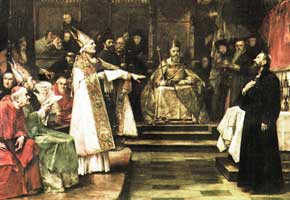
Jan Hus au concile de Constance, par Václav Brožík.

Il fait des adeptes à l'étranger tels Jan Hus qui prêche dans une Bohème déchirée par les luttes intestines. Jean Hus est frappé d'excommunication, et les œuvres de Wyclif, qui est chassé de la ville, sont brûlées. Il poursuit dans les campagnes sa prédication évangélique, prédication qui entraîne un soulèvement populaire. Alors que l'Église divisée essaie de se rassembler au concile de Constance pour mettre fin à la crise, il est convié pour faire valoir ses opinions. Il y met en difficulté les intellectuels de l'université de Paris et les plus grands canonistes romains. Emprisonné, il est brûlé vif pour hérésie. Mais cette période a permis aux idées de Wyclif de se diffuser : elles peuvent être considérées comme précurseurs de la Réforme.

### Affirmations des particularismes nationaux
L'usage d'attribuer les bénéfices anglais vacants à des favoris de la Curie est mal perçu par les alliés britanniques de Boniface IX. Le pape introduit en effet une nouvelle forme de revenu, l'annates perpetuæ, qui attribuait au pape la moitié du revenu engrangé lors de la première année de tout bénéfice attribué au sein de la curie. Ce qui favorise l'écho des griefs prononcés par Wycliff contre l'Église. Afin de s'opposer à cette pratique, le Parlement anglais confirme et étend les droits du roi, lui donnant un droit de véto sur ses nominations en Angleterre. Boniface IX doit céder face à l'unité anglaise et satisfaire aux exigences du roi.
Aux XIVe et XVe siècles, l'évolution se fait vers la structuration d'États modernes avec l'instauration d'impôts permanents. Ceux-ci sont difficilement acceptés par la population ; cependant les monarques, et en particulier Charles V et Charles VII, ont fait admettre l'idée que l'impôt permettait à l'État de restaurer la sécurité nécessaire aux échanges. Charles V a même suivi une politique de grands travaux visant à relancer l'économie en réinjectant des liquidités et à assurer la paix sociale par l'emploi (en évitant que les vagabonds n'aillent grossir les rangs des compagnies). Les papes, confrontés à la chute de leurs recettes et à la nécessité de financer le conflit contre l'obédience adverse, ont augmenté considérablement décimes et annates sans pouvoir les justifier par un bénéfice palpable pour leurs contribuables. Dès lors, les clercs se rebellent contre cette fiscalité et se tournent vers les États. Cela se traduit par les tentatives de soustractions d'obédiences menées par Philippe le Hardi soutenu par l'Université de Paris, lesquelles aboutissent à une indépendance de fait de l'Église de France entre 1398 et 1403. Un grand pas est alors fait vers le gallicanisme.

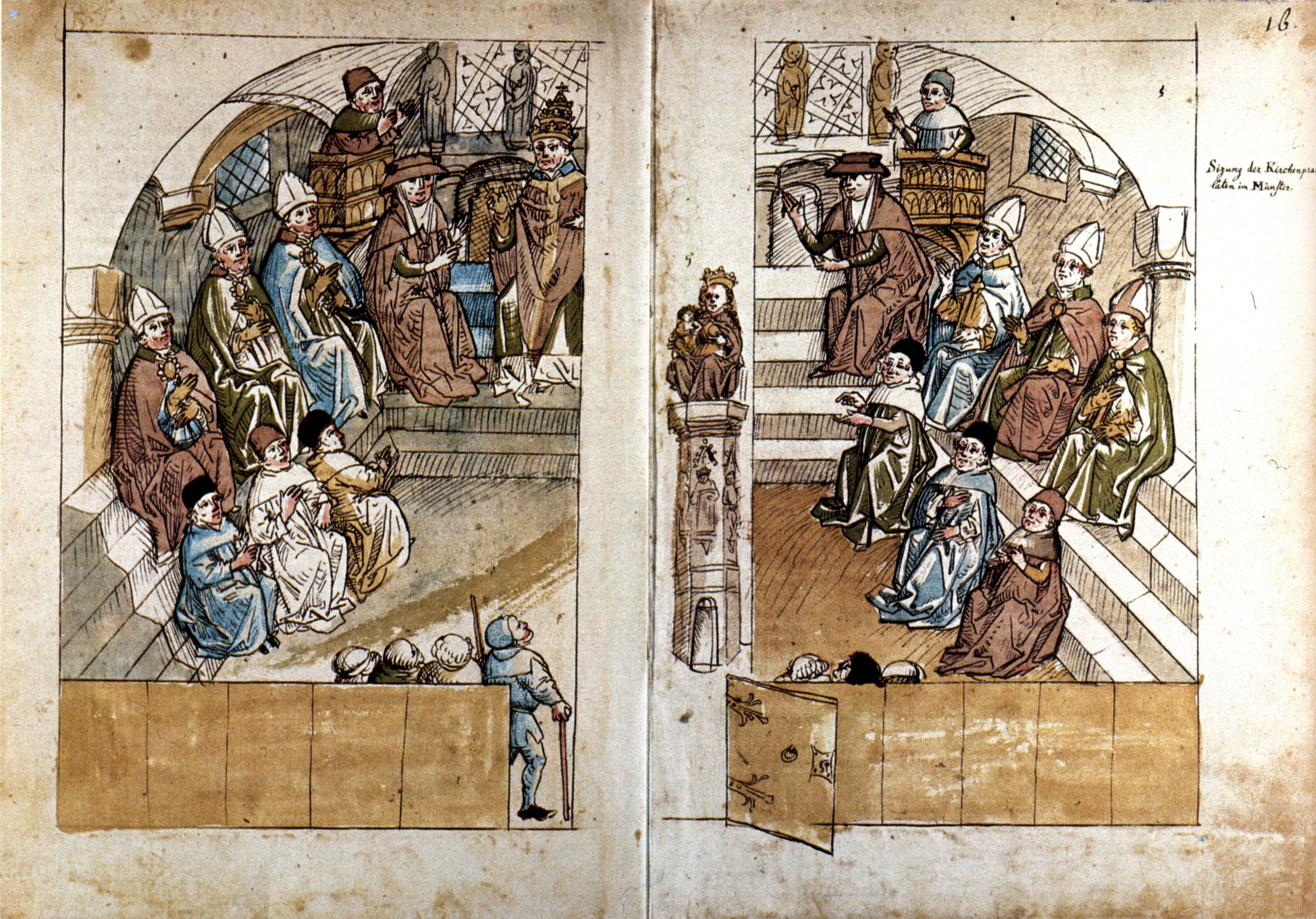
Évêques débattant avec le pape au concile de Constance.

Après l'épreuve du grand schisme d'Occident, l'Église peine à retrouver de l'autorité, et doit affronter la crise conciliaire. Le concile de Constance de 1418 a bien pris quelques mesures pour restaurer un semblant de discipline, mais, à Rome, le souverain pontife n'arrive pas à rétablir son influence. Aussi Martin V — élu à Constance — convoque un nouveau concile, mais il meurt avant qu'il ne se tienne : Eugène IV le réunit, d'abord à Sienne, puis à Bâle, en 1431.
Mais, loin de retrouver son autorité, le pape se heurte à une violente opposition de l'assemblée conciliaire : elle proclame sa prééminence sur le pape qui lui, brandit la menace de la dissolution. L'empereur Sigismond et le roi Charles VII proposent une médiation pour éviter un nouveau schisme. Elle permet de trouver un accord transitoire ; le concile peut se poursuivre. Il décide en particulier la suppression d'une redevance, importante source de revenus pour Rome, les annates. Pour contrer ces initiatives, le pape convoque un autre concile à Ferrare, en janvier 1438. Eugène IV ayant réussi à faire pression sur les autorités politiques, seul un petit groupe demeure à Bâle qui élit un antipape. On défait à Ferrare les décisions prises à Bâle.

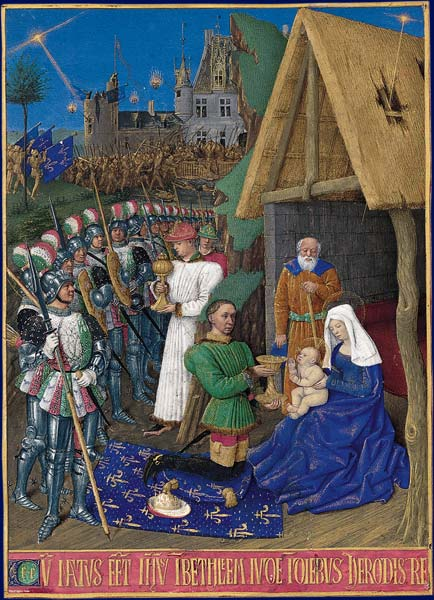
Charles VII (roi de France) représenté en roi mage par Jean Fouquet. Livre d'heures d'Étienne Chevalier.

Au vu des désordres générés par le conciliarisme, Charles VII décide d'organiser l'Église de France à sa manière, en se référant aux réformes entérinées au concile de Bâle. Le 7 juillet 1438, le roi promulgue la Pragmatique Sanction de Bourges qui reprend, avec quelques modifications, une vingtaine de décrets pris par le concile dans l'esprit duquel elle s'inscrit et donne un statut particulier à l'Église de France. Elle constitue en quelque sorte une alliance entre le souverain et le clergé, limite les prérogatives du pape en réaffirmant la suprématie des conciles qui ont clairement défini les pouvoirs du Saint-Siège.
Dans son préambule, la Pragmatique Sanction de Bourges dénonce les abus de la papauté. Le premier article déclare la suprématie des conciles généraux sur le Saint-Siège et limite les pouvoirs du pape. Ainsi la libre élection des évêques et des abbés par les chapitres et les monastères est rétablie: elle supprime les nominations par le Saint-Siège et son droit de réserve. La royauté obtient de pouvoir « recommander » ses candidats aux élections épiscopales et abbatiales auprès des chapitres. L'ordonnance de Bourges établit aussi des juridictions permettant de limiter les appels (souvent onéreux) faits à Rome. Enfin, elle fixe un âge minimum pour devenir cardinal, réduit la possibilité du pontife de lever un certain nombre d'impôts (suppression des annates) et restreint les effets de l'excommunication et de l'interdit.
Fin politique, Charles VII réussit ce que Philippe le Bel a vainement tenté de réaliser. Bien que se référant à Rome, l'Église de France acquiert une grande autonomie. Le roi s'assure la loyauté du clergé français.
Cependant, La Pragmatique Sanction est inacceptable pour le pape, malgré le soutien apporté par Charles VII à Eugène IV contre l'antipape élu par les irréductibles de Bâle. Le premier article sur la prééminence des conciles est, à ses yeux, rédhibitoire. Privé de précieux revenus, le Saint-Siège demande l'abrogation de la Pragmatique Sanction, ou du moins que celle-ci soit sérieusement amendée.
On entame des discussions interminables. La Pragmatique Sanction est acceptée par le clergé français et par la plupart des parlements, à l'exception de ceux de Bretagne et de Bourgogne.

### Accélération de la dissolution de l'ordre féodal

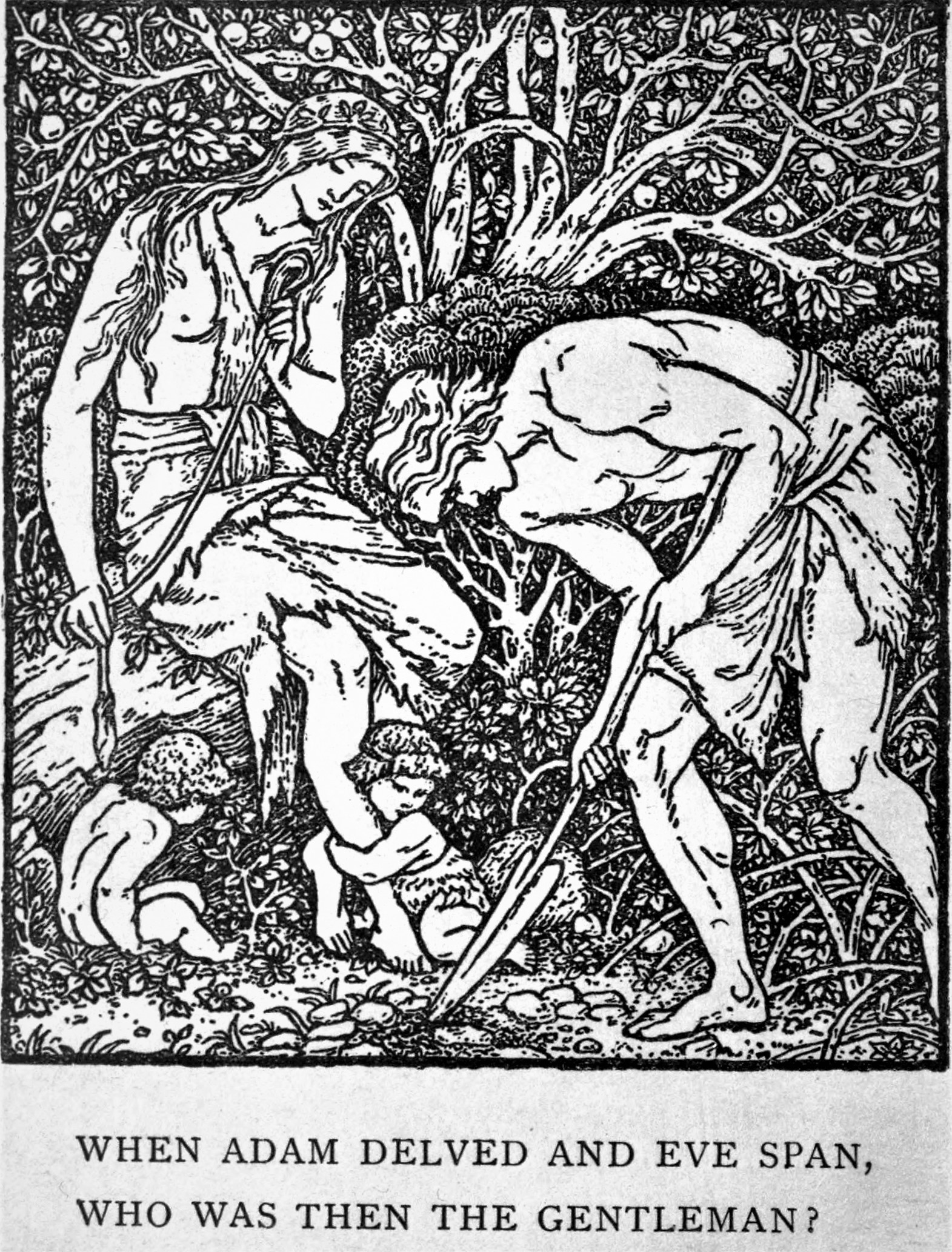
Les prêches des Lollards, aux idées égalitaristes (dont on voit ici une représentation) tels John Ball, déclenchent la révolte des paysans anglais.

Les fondements de la société médiévale à trois ordres sont ébranlés par la crise de la féodalité qui sévit depuis la fin du XIIIe siècle. Le poids de la fiscalité augmente avec la modernisation de l’État et devient insupportable avec les dépenses dues à la guerre de Cent Ans, Charles V obligeant les Anglais à entretenir des garnisons en permanence en Aquitaine et dans les places qu’ils tiennent en Normandie, en Bretagne et en Picardie. Entre 1377 et 1380, l’impôt par capitation est multiplié par trois.
Les contribuables anglais biaisent (en particulier en ne comptant pas les femmes) et l’administration réagit en établissant des listes précises en 1381. Les prêches enflammés des Lollards, aux accents égalitaristes, sont bien accueillis par cette population au bord de la révolte. Les idées de John Wyclif vont en grande partie dans le sens des franciscains, aussi bénéficient-elles au départ de puissants appuis politiques (Jean de Gand en tête), et prennent des accents farouchement égalitaristes. Quand se déclenche la révolte des paysans anglais, ils sont entre 20 000 et 50 000 à marcher sur Londres qui leur ouvre spontanément ses portes : ils demandent l’abolition du servage, l’abolition du système contraignant de règlementation du travail et redistribution des terres d’église aux paysans. Les fondements de la société médiévale sont menacés. Richard II temporise en négociant avec leur chef Wat Tyler, pendant que Robert Knolles monte une armée. Quand celle-ci est prête, Tyler est assassiné en pleins pourparlers, comme le fut Guillaume Carle. Décapité, le mouvement s’effondre.
Le grand schisme correspond à une crise religieuse qui s’inscrit dans la crise plus large de la société féodale. John Wycliff est l’une des voix qui s’élèvent pour résoudre cette crise morale, ses idées sont annonciatrices de la Réforme, qui constituera une véritable tentative d’adaptation de la religion chrétienne à la société de la Renaissance.